# Coppa Italia 2015-2016
Coppa Italia 2015-16, cunoscută si ca TIM Cup din motive de sponsorizare, a ajuns la editia 68 a cupei Italiei.

## Echipele participante

### Serie A (20 echipe)
| - Atalanta - Bologna - Carpi - Chievo - Empoli | - Fiorentina - Frosinone - Genoa - Inter - Juventus | - Lazio - Milan - Napoli - Palermo - Roma | - Sampdoria - Sassuolo - Torino - Udinese - Verona |

### Serie B (22 echipe)
| - Avellino - Bari - Cagliari - Catania - Cesena - Como | - Crotone - Latina - Livorno - Modena - Novara - Perugia | - Pescara - Pro Vercelli - Salernitana - Spezia - Teramo - Ternana | - Trapani - Vicenza - Virtus Entella - Virtus Lanciano |

### Lega Pro (27 echipe)
| - Alessandria - Juve Stabia - Bassano Virtus - FeralpiSalò - Lecce - S.P.A.L. - Matera | - Reggiana - Casertana - Benevento - Foggia - Pisa - Ascoli - L'Aquila | - Cittadella - Ancona - Brescia - Pavia - Cremonese - Arezzo - Cosenza | - Lucchese - Tuttocuoio - Südtirol - Catanzaro - Pontedera - Melfi |

### Serie D (9 echipe)
| - Poggibonsi - Viterbese - Potenza | - Sestri Levante - Lecco - Delta Rovigo | - Rende - Fano - Altovicentino |

## Formatul
Echipele intră în competiție,după cum urmează:
- Pasul 1: (one-legged fixtures)
  - Prima rundă: 36 de echipe din Lega Pro si Serie D incep turneul.
  - Turul secund: 18 caștigătorii din runda anterioara intră printre cele 22 de echipe din Seria B .
  - Runda 3: 20 de caștigătorii din turul secund,intalneste 12 echipe din Seria A.
  - Runda 4: 16 echipe supravietuitoare se confrunta fata in fata.
- Pasul 2:
  - Șaisprezecimi: 8 echipe caștigătoare din runda a 4-a,sunt introduse în urnă împreună cu echipele din Seria A.
  - Optimi de finală (one-legged)
  - Semifinală (two-legged)
- Finala(one-legged)

## Calendarul meciurilor:
| Pasul          | Runda            | Primul tur        | Turul 2           |
| -------------- | ---------------- | ----------------- | ----------------- |
| Eliminatoriu   | Primul tur       | 2 august 2015     | 2 august 2015     |
| Eliminatoriu   | Al doilea tur    | 9 august 2015     | 9 august 2015     |
| Eliminatoriu   | Al treilea tur   | 15 august 2015    | 15 august 2015    |
| Eliminatoriu   | Al patrulea tur  | 2 decembrie 2015  | 2 decembrie 2015  |
| Rundele finale | Saisprezecimi    | 16 decembrie 2015 | 16 decembrie 2015 |
| Rundele finale | Optimi de finala | 20 ianuarie 2016  | 20 ianuarie 2016  |
| Rundele finale | Semi-finale      | 10 februarie 2016 | 2 martie 2016     |
| Rundele finale | Finala           | TBD               | TBD               |

## Optimi de finală
| Data       | Echipa 1   | Scor       | Echipa 2    |
| ---------- | ---------- | ---------- | ----------- |
| 17.12.2015 | Lazio      | 2-1        | Udinese     |
| 16.12.2015 | Juventus   | 4-0        | Torino      |
| 15.12.2015 | Inter      | 3-0        | Cagliari    |
| 16.12.2015 | Napoli     | 3-0        | Verona      |
| 16.12.2015 | Roma       | 0-1(d.p.p) | Spezia      |
| 15.12.2015 | Genoa      | 1-2        | Alessandria |
| 17.12.2015 | Sampdoria  | 0-2        | Milan       |
| 16.12.2015 | Fiorentina | 0-1        | Carpi       |

## Sferturi de finală
| Data       | Ora   | Echipa 1 | Scor | Echipa 2    |
| ---------- | ----- | -------- | ---- | ----------- |
| 20.01.2016 | 21:45 | Lazio    | 0-1  | Juventus    |
| 19.01.2016 | 21:45 | Napoli   | 0-2  | Inter       |
| 18.01.2016 | 21:00 | Spezia   | 1-2  | Alessandria |
| 13.01.2016 | 22:00 | AC Milan | 2-1  | Carpi       |

## Semifinale
| Data tur   | Data retur | Ora   | Echipa 1    | Scor | Echipa 2 | Scor tur | Scor retur |
| ---------- | ---------- | ----- | ----------- | ---- | -------- | -------- | ---------- |
| 27.01.2016 | 2.03.2016  | 21:45 | Juventus    | 4-3  | Inter    | 3-0      | 1-3(d.p.p) |
| 26.01.2016 | 1.03.2016  | 22:00 | Alessandria | 0-6  | AC Milan | 0-1      | 0-5        |

## Finala
| Echipa 1          | Scor              | Echipa 2          | Televizat de      |
| 21 mai 2016,21:45 | 21 mai 2016,21:45 | 21 mai 2016,21:45 | 21 mai 2016,21:45 |
| ----------------- | ----------------- | ----------------- | ----------------- |
| Juventus          | 1-0               | AC Milan          | Digi Sport 1      |